# تلاش بین‌المللی برای حفظ یادمان‌های نوبه
تلاش بین‌المللی برای حفظ یادمان‌های نوبه (انگلیسی: International Campaign to Save the Monuments of Nubia)، اقدامی بین‌الملی برای جابه‌جایی ۲۲ یادمان در نوبه سفلی در جنوب مصر و شمال سودان مابین سال‌های ۱۹۶۰ تا ۱۹۸۰ میلادی بود. این اقدام پس از شکل‌گیری دریاچه ناصر پس از ساخت سد اسوان برای کنترل سیل‌های رود نیل و همچنین تأمین و تولید برق آبی به وقوع پیوست و طی آن ۵۰ کشور با نظارت سازمان یونسکو شراکت و همکاری کردند. همچنین این رویداد و روند آن منجر به شکل‌گیری کنوانسیون حفاظت از میراث جهانی فرهنگی و طبیعی در سال ۱۹۷۲ میلادی شد.